# 3 Szkolna Flotylla U-Bootów
3 Szkolna Flotylla U-Bootów (niem. 3. Unterseeboots-Lehrdivision, 3. ULD) – niemiecka szkolna jednostka wojskowa Kriegsmarine, wchodząca w skład niemieckiej floty podwodnej (Ubootwaffe) w okresie II wojny światowej. 3. ULD prowadziła szkolenie techniczne (Baubelehrung), w celu zapewnienia kadr dla niemieckich okrętów podwodnych. Do swojego rozformowania w maju 1945 roku jednostka stacjonowała w Neustadt, zaś przez cały okres jej istnienia jednostka dowodził fregkpt. Heinrich Schmidt.